# Váci kapu

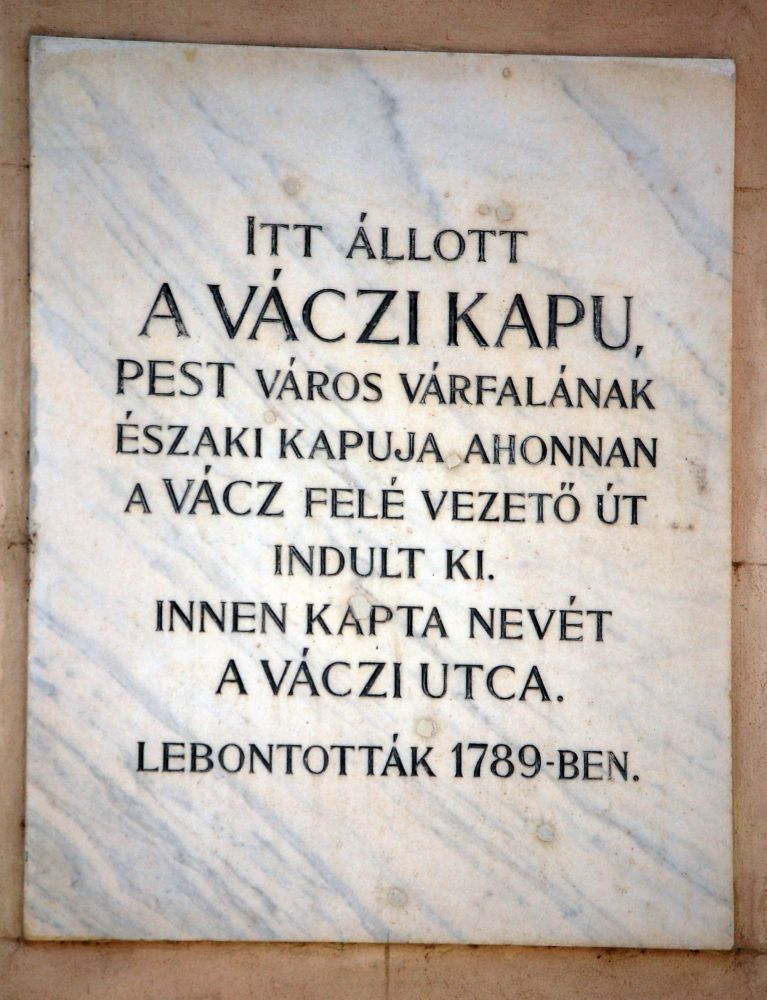
A Váci kapu emléktáblája

A Váci kapu Pest városának északra kivezető kapuja volt, a mai Váci utca északi végén állt. Helyét a Váci utca és a Türr István utca kereszteződésében 1929-ben elhelyezett emléktábla jelzi. A kaput 1789-ben bontották le, maradványait a Váci utca díszburkolatának elkészítésekor tárták fel.